# Bir Başkadır – Acht Menschen in Istanbul
Bir Başkadır – Acht Menschen in Istanbul (Originaltitel: Bir Başkadır) ist eine türkische Drama-Serie, die von Krek Film produziert wird. Die Serie erschien mit deutscher Synchronisation am 12. November 2020 weltweit auf Netflix. Sie wurde in Istanbul gedreht und erzählt die Geschichte einer Gruppe einzigartiger Charaktere mit dramatisch unterschiedlichen soziokulturellen Hintergründen, die sich unter erstaunlichen Umständen treffen.

## Handlung
Die Serie erzählt die Geschichte von Meryem, einer Teilzeitputzfrau aus einer konservativen Familie, die am Stadtrand von Istanbul lebt. Sie erlebt Ohnmachtsanfälle und geht zur Therapie bei Peri, einer Psychiaterin, deren soziokultureller Hintergrund sich dramatisch von dem von Meryem unterscheidet: Sie ist gebildet, reich und laizistisch, vertritt deshalb gegenüber religiösen Menschen negative Ansichten. Peri selbst geht auch zu einer Therapeutin, bei der sie sich über den wachsenden Konservatismus in der türkischen Gesellschaft beschwert. Die Serie zeigt eine Vielzahl von Menschen, darunter einen reichen, aber depressiven Playboy, eine bürgerliche kurdische Familie, eine Seifenopernschauspielerin, eine Frau, die in jungen Jahren vergewaltigt wurde, sowie ihren Ehemann, der ein Ex-Soldat ist, und einen Hodscha und seine verschlossene lesbische Tochter, die alle irgendwie durch Meryem verbunden sind und gemeinsam die Vielfalt der türkischen Gesellschaft aufzeigen.

## Besetzung und Synchronisation
Die deutsche Synchronisation entstand nach dem Dialogbuch von Susanne Schwab in der Dialogregie von Susanna Bonaséwicz durch Christa Kistner Synchronproduktion GmbH in Berlin.
| Rolle            | Schauspieler        | Synchronsprecher     |
| ---------------- | ------------------- | -------------------- |
| Meryem           | Öykü Karayel        | Lisa May-Mitsching   |
| Yasin            | Fatih Artman        | Johannes Raspe       |
| Ruhiye           | Funda Eryiğit       | Marie-Isabel Walke   |
| Peri             | Defne Kayalar       | Rubina Nath          |
| Ali Sadi Hodscha | Settar Tanrıöğen    | Michael Iwannek      |
| Gülbin           | Tülin Özen          | Kaya Marie Möller    |
| Gülan            | Derya Karadaş       | Nurcan Özdemir       |
| Sinan            | Alican Yücesoy      | Tommy Morgenstern    |
| Hayrunnisa       | Bige Önal           | Luisa Wietzorek      |
| Ismail           | Göktug Yildirim     | Milosch Kopetzki     |
| Melisa           | Nesrin Cavadzade    | Lea Kalbhenn         |
| Hilmi            | Gökhan Yıkılkan     | Valentin Stilu       |
| Mesude           | Gülçin Kültür Şahin | Andrea Aust          |
| Burcu            | Esme Madra          | Alice Bauer          |
| Civan            | Nazmi Kırık         | Wolfgang Wagner      |
| Feray            | Nur Sürer           | Sabine Falkenberg    |
| Ramazan          | Aziz Çapkurt        | Hanns Jörg Krumpholz |
| Orhan            | Taner Birsel        | Hans Bayer           |
| Semiha           | Incinur Sevimli     | Ilka Teichmüller     |
| Rezan            | Öner Erkan          |                      |

## Rezeption
Die Neue Zürcher Zeitung hat die Serie besprochen und lobt die „schonungslose Darstellung koexistierender Realitäten“, welche „der türkischen Gesellschaft von heute den Spiegel vorhält“. Kritiker Marian Brehmer hebt das „penible Charakterstudium des Menschen“ hervor. Die Serie zeige ein buntes Mosaik an sozialen Gruppen im Betondschungel von Istanbul, die abgegrenzt leben, wenig voneinander wissen und sich in einem konstanten Zustand der gegenseitigen Entfremdung befinden. Die Zeitung berichtet außerdem, dass die Serie in der Türkei intensiv diskutiert wurde: Während sich manche Intellektuelle über die negative Darstellung des türkischen Bildungsbürgertums aufregen, kritisierten andere, dass die Kopftuch tragenden Frauen im Film zumeist einfach gestrickte Persönlichkeiten seien.

## Episodenliste
| Nr.                                                                           | Originaltitel | Regie | Drehbuch |
| ----------------------------------------------------------------------------- | ------------- | ----- | -------- |
| 1                                                                             | Folge 1       | -     | -        |
| 2                                                                             | Folge 2       | -     | -        |
| 3                                                                             | Folge 3       | -     | -        |
| 4                                                                             | Folge 4       | -     | -        |
| 5                                                                             | Folge 5       | -     | -        |
| 6                                                                             | Folge 6       | -     | -        |
| 7                                                                             | Folge 7       | -     | -        |
| 8                                                                             | Folge 8       | -     | -        |
| Am 12. November 2020 wurden alle Folgen der Serie bei Netflix veröffentlicht. |               |       |          |